# Bantam (soldat)
Pour les articles homonymes, voir Bantam.

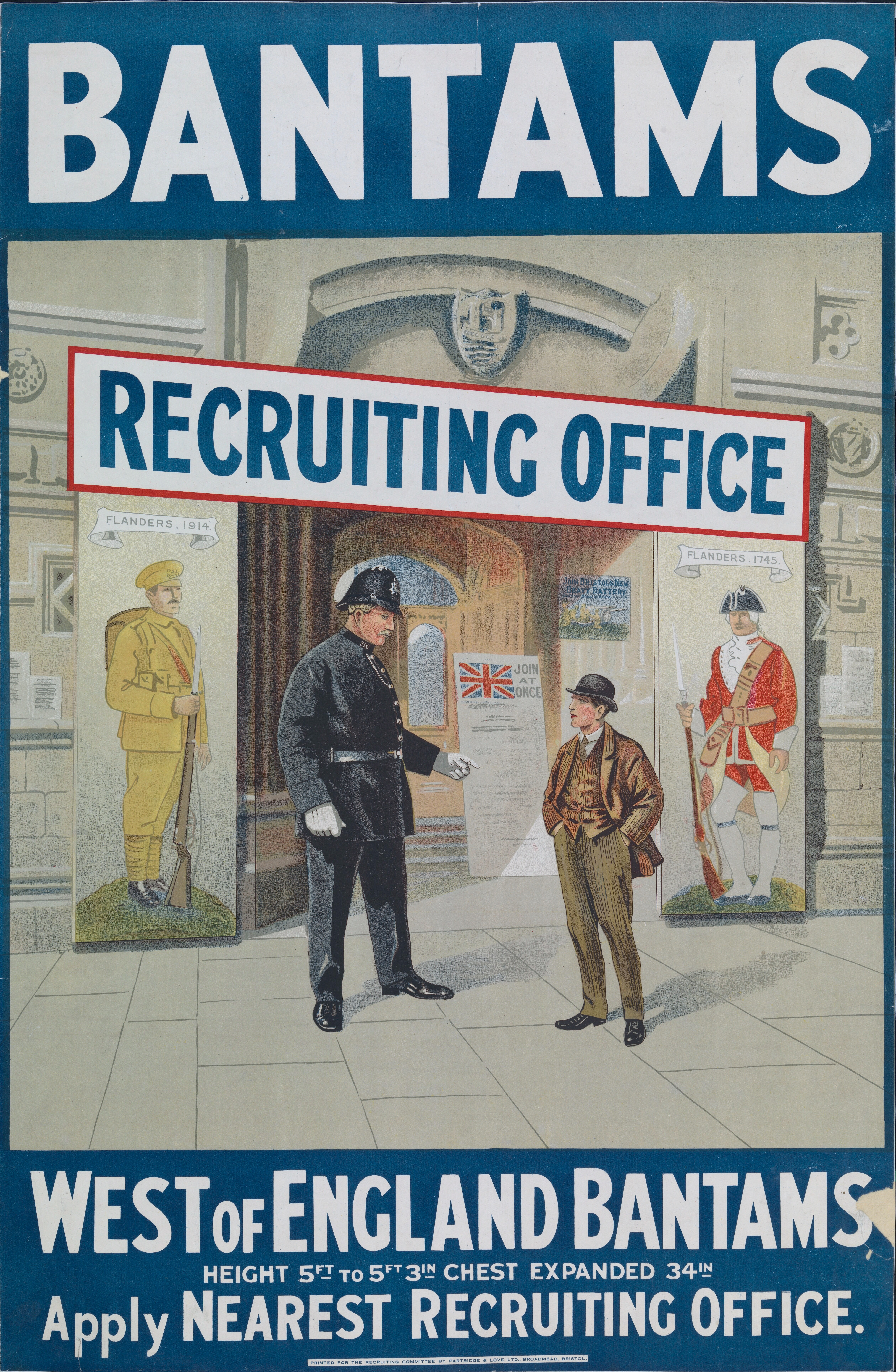
Affiche de recrutement pour le 14e bataillon du Gloucestershire Regiment, au début de la Première Guerre mondiale.

Un bantam, dans l'Armée britannique, est un fantassin dont la taille est inférieure à la taille minimale réglementaire exigée par l'armée. Pendant la Première Guerre mondiale, l'Armée britannique a formé des bataillons dont la taille minimale des recrues a été réduite de 160 cm (cinq pieds et trois pouces) à 147 cm (quatre pieds et dix pouces) : cela a permis à de jeunes hommes en bonne santé de s'enrôler dans l'armée,.
Deux divisions britanniques furent composées majoritairement de ces bataillons de bantams ; elles ne se distinguèrent pas particulièrement au combat.

## Difficultés de recrutement
L'effectif des unités de bantams provenait essentiellement des zones industrielles et minières, où la petite taille était plutôt courante, indépendamment d'une faiblesse physique. Le nom provient de l'ancienne ville de Bantam (aujourd'hui Banten en Indonésie), qui a donné son nom à un type de poule naine. Par ailleurs, le bantamweight (les « poids coqs ») est une catégorie de poids dans la boxe qui a vu le jour dans les années 1880.
Quand le secrétaire d'État à la Guerre Lord Kitchener lance en août 1914 son appel aux volontaires, l'enthousiasme belliciste, la pauvreté et la montée du chômage permet de recruter en un mois un demi-million d'hommes, ce qui est beaucoup trop en raison du manque d'uniformes, de logements, etc. En conséquence, le 11 septembre 1914, l'armée augmente la taille minimum d'engagement en la portant à 1,68 mètre, ce qui permet de réformer immédiatement 10 000 recrues, et ordonne aux centres de recrutement de respecter plus scrupuleusement les trois autres critères : être « de pure souche européenne », avoir un âge entre 19  et   30 ans et pas de handicap physique.
Mais en novembre 1914, le député Alfred Bigland (en) fait un discours racontant que quatre mineurs de Durham (près de Newcastle), venu à pied à Birkenhead (le port en face de Liverpool) pour s'engager, se sont vus refuser leur recrutement parce qu'ils étaient trop petits, dont un à qui ne manquait qu'un pouce à sa taille : Bigland obtient du War Office l'autorisation de recruter dans sa circonscription (Birkenhead) en-dessous de la taille réglementaire, dans le cadre de la formation des Pals battalions (« bataillons de camarades ») dont l'entretien (logement et nourriture) est assuré localement dans un premier temps. Dans les jours qui suivent, environ 3 000 hommes de tout le Royaume-Uni viennent s'engager à Birkenhead, ce qui permet de former immédiatement trois bataillons.

## Organisation
Ces trois bataillons de la New Army sont les 15e (1st Birkenhead), 16e (2nd Birkenhead) et 17e (Reserve) du Cheshire Regiment (en). En tout, 24 bataillons de bantams sont créés (mais sans aucun Irlandais, par méfiance), fournissant la totalité de l'infanterie de la 42e division d'infanterie, renommée en 35e division le 27 avril 1915, et la majorité de la 40e division (en).
L'emblème de la 42e division (renommée 35e) est un coq (bantam cock), changé à partir de décembre 1916 par un anneau de sept chiffres cinq, tandis que la 40e reprend le coq de combat. Dans chacune des deux divisions, la compagnie de mitrailleuses et la batterie de mortiers de tranchée attachées à chaque brigade, le bataillon divisionnaire de pionniers (pour les terrassements et l'entretien des routes), l'escadron de cavalerie, la compagnie cycliste (du Army Cyclist Corps), les compagnies du train divisionnaire (le Royal Army Service Corps), les quatre brigades d'artillerie, la colonne de munitions, les trois compagnies du génie (les Royal Engineers), ainsi que les trois ambulances et la section sanitaire (du Royal Army Medical Corps) ne sont pas composés d'hommes de petite taille.

### 35th Division
- 104th Brigade
  - 17th (Service) Battalion, Lancashire Fusiliers.
  - 18th (Service) Battalion, Lancashire Fusiliers.
  - 20th (Service) Battalion, Lancashire Fusiliers : dissous en février 1918.
  - 23rd (Service) Battalion (8th City), Manchester Regiment : dissous en février 1918.
  - 19th (Service) Battalion (2nd County), Durham Light Infantry : venant de la 106e brigade en février 1918.
- 105th Brigade
  - 15th (Service) Battalion (1st Birkenhead), Cheshire Regiment (en).
  - 16th (Service) Battalion (2nd Birkenhead), Cheshire Regiment : dissous en février 1918.
  - 14th (Service) Battalion (West of England), Gloucestershire Regiment : dissous en février 1918.
  - 15th (Service) Battalion (Nottingham), Sherwood Foresters (Nottinghamshire and Derbyshire Regiment) (en).
  - 4th (Extra Reserve) Battalion, North Staffordshire Regiment (en) : venant de la 106e brigade en février 1918.
- 106th Brigade
  - 17th (Service) Battalion (Rosebury), Royal Scots (Lothian Regiment).
  - 17th (Service) Battalion (2nd Leeds), Prince of Wales's Own (West Yorkshire Regiment) : transféré au 19e corps le 16 novembre 1917.
  - 19th (Service) Battalion (2nd County), Durham Light Infantry : transféré à la 104e brigade en février 1918.
  - 18th (Service) Battalion (4th Glasgow), Highland Light Infantry.
  - 4th (Extra Reserve) Battalion, North Staffordshire Regiment : venant de la 56e division en novembre 1917, transféré à la 105e brigade en février 1918.
  - 12th (Service) Battalion, Highland Light Infantry : venant de la 15e division en février 1918[7].

### 40th Division
- 119th Brigade (Welsh Bantam Brigade)
  - 19th (Service) Battalion, Royal Welch Fusiliers : dissous en février 1918.
  - 12th (Service) Battalion (3rd Gwent), South Wales Borderers : dissous en février 1918.
  - 17th (Service) Battalion (1st Glamorgan), Welsh Regiment (en) : dissous en février 1918.
  - 18th (Service) Battalion (2nd Glamorgan), Welsh Regiment : réduit à un cadre en mai 1918 et transféré à la 16e division.
  - 13th (Service) Battalion (Wandsworth), East Surrey Regiment (en) : venant de la 120e brigade en février 1918 ; réduit au cadre en mai 1918 et transféré à la 25e division.
  - 21st (Service) Battalion (Islington), The Duke of Cambridge's Own (Middlesex Regiment) (en) : venant de la 121e brigade en février 1918, réduit au cadre en mai 1918 et absorbé dans le 20th Queen's Regiment.
- 120th Brigade
  - 11th (Service) Battalion, King's Own (Royal Lancaster Regiment) (en) : dissous en février 1918.
  - 13th (Service) Battalion, Cameronians (Scottish Rifles) : absorbé par le 14th Highland Light Infantry en février 1916.
  - 12th (Service) Battalion, South Lancashire Regiment (en) : absorbé par le 11th King's Own (en) en février 1916.
  - 13th (Service) Battalion (Wandsworth), The East Surrey Regiment : transféré à la 119e brigade en février 1918.
  - 14th (Service) Battalion, Highland Light Infantry : réduit au cadre en mai 1918 et transféré à la 34e division.
  - 14th (Service) Battalion, Princess Louise's (Argyll and Sutherland Highlanders) : réduit au cadre en mai 1918 et transféré à la 14e division.
  - 10th/11th (Service) Battalion, The Highland Light Infantry : venant de la 15e division en février 1918, réduit au cadre en mai 1918 et transféré à la 14e division.
- 121th Brigade
  - 12th (Service) Battalion (East Anglian), The Suffolk Regiment (en) : réduit au cadre en mai 1918 et transféré à la 14e division.
  - 13th (Service) Battalion, Green Howards (en).
  - 18th (Service) Battalion, Sherwood Foresters : absorbé par le 13th Green Howards en avril 1916.
  - 22nd (Service) Battalion, Middlesex Regiment (en) : dissous le 2 avril 1916[8].

## Mauvaise réputation
À l'arrivée au camp d'Aldershot en septembre 1915 pour former la 40e division, l'inspection a refusé tellement d'hommes que quatre bataillons cessent d'exister (13th Cameronians, 12th South Lancashire, 18th Notts & Derby et 22nd Middlesex) et les jugés valides sont regroupés dans les autres. Pour remettre la division à son effectif théorique, quatre bataillons (composés d'hommes de taille réglementaire) arrivent de la 39e division en février 1916 (13th East Surreys, 20th Middlesex, 21th Middlesex et 14th Argyll & Sutherland).
Comme toutes les unités de la Kitchener's Army, les unités de bantams sont médiocrement encadrées par quelques officiers de réserve (ayant au mieux l'expérience des guerres coloniales) et passent l'année 1915 à l'instruction dans des camps en Angleterre, suivant un entraînement assez basique. La 35e division débarque en France en janvier 1916 et la 40e en juin. Les états-majors se méfient de ces deux divisions : les hommes sont rapidement fatigués par les marches, il faut prévoir des banquettes de tir surélevées dans les tranchées, on craint qu'ils ne fassent pas le poids au corps-à-corps, etc.
La 40e division est renforcée dès la première moitié de 1916 avec quatre bataillons « normaux », tandis que quelques milliers de bantams sont renvoyés dans des unités de travailleurs (le Labour Corps, composé de terrassiers et de tunneliers) pour défaillances physiques. Les hommes de la 35e division semblent démoralisés par les conditions de vie dans les tranchées et font piètre figure lors des inspections ; les exécutions pour désertion commencent à se succéder à partir de juin 1916. En juillet 1916, la participations de la 35e à la bataille de la Somme se résume à des assauts organisés à la hâte, sans concentration d'artillerie, frontalement et échouant systématiquement : la division perd ce mois-là 3 387 hommes, dont 533 tués, ce que représente le cinquième de l'effectif. La 40e division n'intervient qu'en novembre 1916, en soutien de la 31e division.
Pendant la seconde moitié de 1916, la 35e division est placée en renfort près d'Arras, servant surtout aux travaux de terrassement qu'exigent la guerre de tranchées. En décembre 1916, 1 439 puis 2 784 hommes de la 35e division sont réaffectés dans des unités non-combattantes, remplacés par des hommes aux tailles réglementaires venant d'unités démontés de Yeomanry et de dépôts de cavalerie : la division cesse d'être surnommée la Bantam Division.
En mars 1917, les 35e et 40e divisions, qui sont alors sur le front dans un secteur jugé calme, suivent la retraite allemande sur la ligne Hindenburg et entrent dans Péronne : les travaux dans la zone ainsi libérée sont confiés aux bantams. Du 21 au 30 mars 1918, la 40e est engagée dans la seconde bataille de Picardie (l'opération Michael pour les Allemands), ce qui se solde par la perte de 2 800 hommes.